# Trsat
Trsat [ˈtr̩sat] (lateinisch bzw. deutsch veraltet Tarsatica, oft auch Tersatt, Tersacz, Tersat, italienisch Tersatto) ist eine Anhöhe in der kroatischen Küstenstadt Rijeka (vormals Fiume). Trsat liegt östlich des Flusses Rječina (deutsch Flaum) und gehört zum Stadtteil Sušak. Von der Anhöhe von Trsat und der dort befindlichen Festung aus kann die gesamte Bucht von Rijeka überblickt werden.
Trsat gilt als der älteste Marien-Wallfahrtsort Kroatiens. In Trsat befinden sich die Basilika Unserer Lieben Frau von Trsat sowie ein Franziskanerkloster. Die Erhaltung des Marien-Wallfahrtsortes obliegt dem Orden der Franziskaner (OFM). Die Ursprünge des Wallfahrtsortes sind auf die Loretowallfahrt zurückzuverfolgen. Papst Johannes Paul II. besuchte anlässlich seiner 100. Auslandsreise am 8. Juni 2003 die Wallfahrtskirche von Trsat.

## Geschichte

### Frühe Geschichte
Trsat befand sich in der jüngeren Eisenzeit in Besitz der Japoden und wurde erst später aus wirtschaftlichen und militärisch-strategischen Gründen in das Römische Reich integriert. Mit Ankunft der Römer, aber noch vor dem 1. Jahrhundert begann sich die einstige Siedlung in eine städtische Siedlung römischen Typs an der Stelle der heutigen Altstadt von Rijeka zu entwickeln, wobei sie die Bedeutung einer zentralen Siedlung beibehielt. Die Siedlung mit dem Namen Tarsatica entwickelte sich zu einer typischen römischen Stadt und besaß die Rechtsstellung eines Municipiums. Die Verwaltung übernahmen die bedeutendsten Bürger, in historischen Quellen wird auch die Tätigkeit von Priestern erwähnt. Auf der nahegelegenen Anhöhe von Trsat entstand zudem eine militärische Festung, die im 4. Jahrhundert Teil des römischen Verteidigungssystems in dieser Region, der Claustra Alpium Iuliarum, wurde.
Große Bedeutung erlangte die Siedlung gegen Ende der Antike, genauer Ende des 6. und Anfang des 7. Jahrhunderts. Sie diente als ein Verteidigungsbollwerk vor awarisch-slawischen Angriffen. In den historischen Quellen wird Trsat nach dem Zerfall des Weströmischen Reiches erst wieder im Jahre 799 erwähnt, als hier der Markgraf Erich von Friaul starb. In dieser Zeit soll die Stadt auch von den Franken während ihrer Kämpfe mit den Kroaten zerstört worden sein. Trsat wird in der Folge auch im Gesetzbuch von Vinodol (kroat. Vinodolski zakonik) als Besitz der Fürsten von Krk, der Fürsten Frankopan, erwähnt. Trsat befand sich in deren Besitz bis 1529.
An der Stelle des einstigen Tarsatica entwickelte sich im 13. Jahrhundert die Stadt „Reka“ (das heutige Rijeka) mit zahlreichen Türmen, Geschäften und Gassen. Diese Stadt befand sich ab 1466 mit kleineren Unterbrechungen bis 1918 im Besitz der Habsburger. Das heutige Trsat erstreckt sich zwischen der Altstadt Trsat (Gradina) bis zur einstigen Kaserne (der heutige Universitäts-Campus) und bis hin zum Abhang im Norden. Die einstigen Bezeichnungen Tarsatica und Tarsa blieben als Bezeichnungen beliebter Gaststätten auf dem Trsat erhalten.

### Namensursprung
Tarsatica ist die Bezeichnung einer altrömischen Siedlung, aus der heraus sich die Siedlung Trsat entwickelte, welche heute einen Teil von Sušak bzw. Rijeka bildet. Tarsatica war die erste Siedlung und Stadtfestung in diesem Gebiet. Unmittelbar nach dem Abzug der Franken 799 wurde die Bezeichnung Tarsatica auf den benachbarten 138 m hohen Berg überführt. Die Bezeichnung wurde in der Folge zu „Tersat“ und letztendlich zu „Trsat“ umgewandelt.
Der Name selbst könnte keltischen Ursprungs sein und von der Bezeichnung „Tarsa“ stammen, was so viel wie „Berg beim Fluss“ bedeuten würde. Als „Tarsatica“ wird die Siedlung zum ersten Mal im Gesetzbuch von Vinodol 1288 als Sitz der Gemeinde von Vinodol und als Besitz der Fürsten von Krk, später Frankopan, erwähnt.

## Die Legende von Trsat

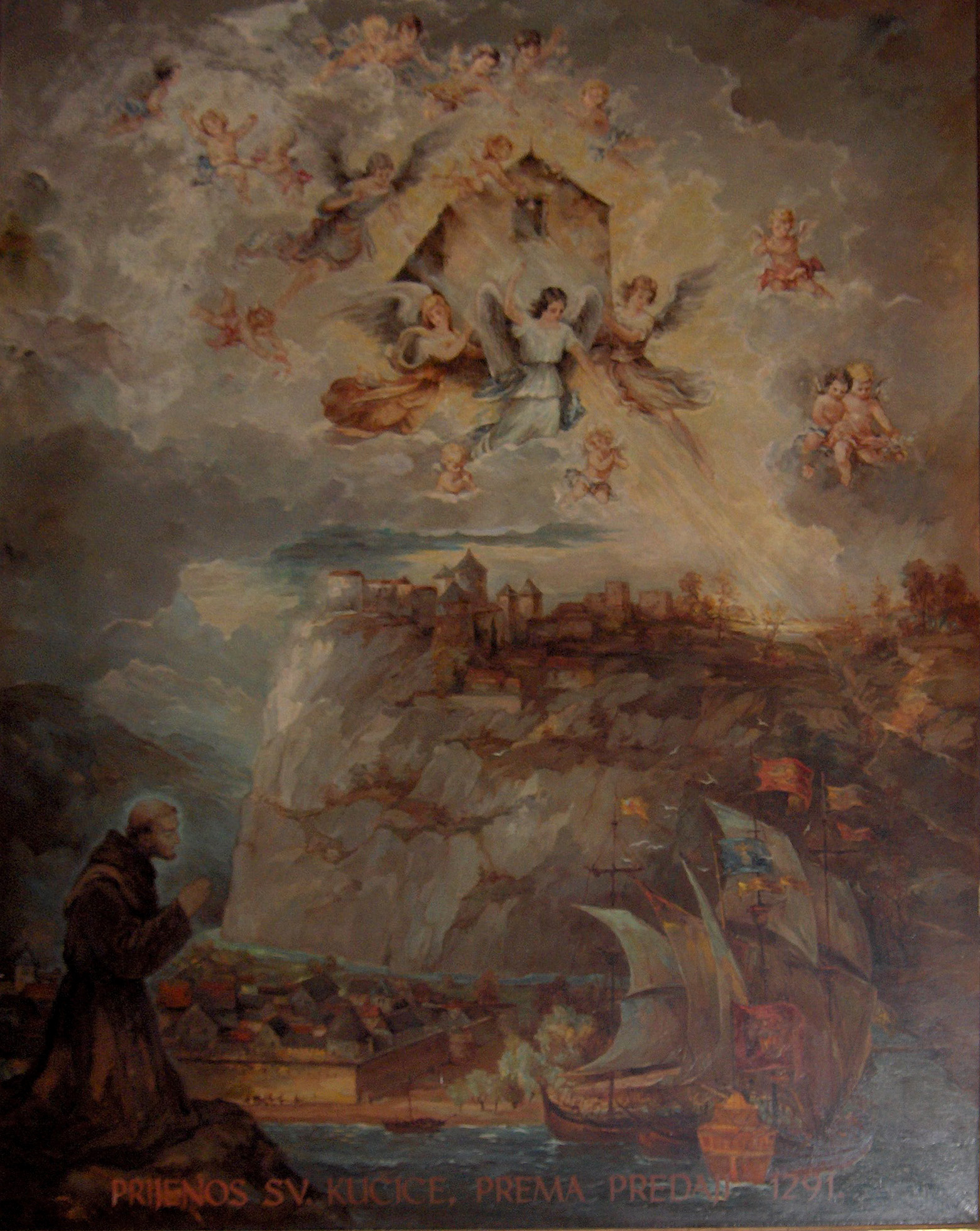
Überführung des Hauses der Maria (Casa Santa) zunächst nach Trsat, dann nach Loreto durch Engel

### Die Legende der Überführung
Einer schriftlichen Chronik aus dem 15. Jahrhundert zufolge kam das Geburtshaus der heiligen Jungfrau Maria (Santa Casa) am 10. Mai 1291 auf wundersame Weise aus Nazareth auf den Hügel von Trsat. Dieses wurde der Legende zufolge auf Gottes Willen von Engeln an diese Stelle transportiert. Auf Trsat verweilte es drei Jahre lang, woraufhin es auf ebenso wundersame Weise, derselben Überlieferung zufolge, am 10. Dezember 1294 nach Loreto auf die gegenüberliegende Seite des Adriatischen Meeres überführt worden sein soll, wo es sich auch heute noch befinden soll. Dieses Ereignis beeindruckte die kroatische Bevölkerung so sehr, dass die Menschen daraufhin begannen, regelmäßig auf den Hügel von Trsat zu pilgern.
Als der damalige Landbesitzer Fürst Nikola Frankopan von Krk (Nikola Krčki-Frankopan) dies erfuhr, kam er persönlich nach Trsat, um sich über den Wahrheitsgehalt dieser Berichte zu vergewissern. Sogleich daraufhin entsandte er Boten nach Palästina, welche ihm nach deren Rückkehr von dem berichteten, was sie dort erfahren und gesehen hatten. Deren Angaben zufolge verschwand in dieser Zeit Marias Geburtshaus in Nazareth, ohne dass jemand wusste, wie dies geschah.
Nachdem Marias Haus nach Loreto gewechselt war, ließ Johann Frankopan (Ivan Frankopan) eine Kapelle auf Trsat errichten. Dessen Sohn Martin Frankopan ließ das Franziskanerkloster mit der Kirche der seligen Jungfrau Maria errichten. Von dieser Kirche sind heute nurmehr Fragmente erhalten. 1509 wurde die Stadt Rijeka von den Venezianern bis auf die Grundmauern niedergebrannt. Später wurde an derselben Stelle eine etwas größere Kirche erbaut. Im Franziskanerkloster befindet sich unter anderem das Fragment einer Marien-Illustration, welche den Brand überstanden hat, obwohl der Rest des besagten Buches dem Brand zum Opfer fiel.
Seit 1367 wird in der Kapelle ein Madonnenbildnis verehrt, das Maria als Mutter der Barmherzigkeit darstellt. Papst Urban V. (Papst von 1362 bis 1370) soll dieses Gemälde, der besagten Überlieferung zufolge, auf Bitten von Johannes (Ivan) und Stephan (Stjepan) Frankopan den Loreto-Wallfahrern aus dem kroatischen Küstenland (Primorje) gespendet haben. Der Autor des Gemäldes ist unbekannt. G. Gamulin bezeichnet diesen als den „Maler der Muttergottes von Trsat“.

### Historischer Wahrheitsgehalt
Historisch gesehen ist es wahrscheinlich, dass die Kreuzfahrer nach deren Niederlage im Heiligen Land 1287 danach trachteten, einen Teil der heiligen Reliquien, die sich dort befanden, zu verwahren. Somit sollen Teile des Hauses in Nazareth entfernt worden sein, während Reste des Hauses auch heute noch in der Verkündigungsbasilika zu sehen sind.

## Stufen des Petar Kružić

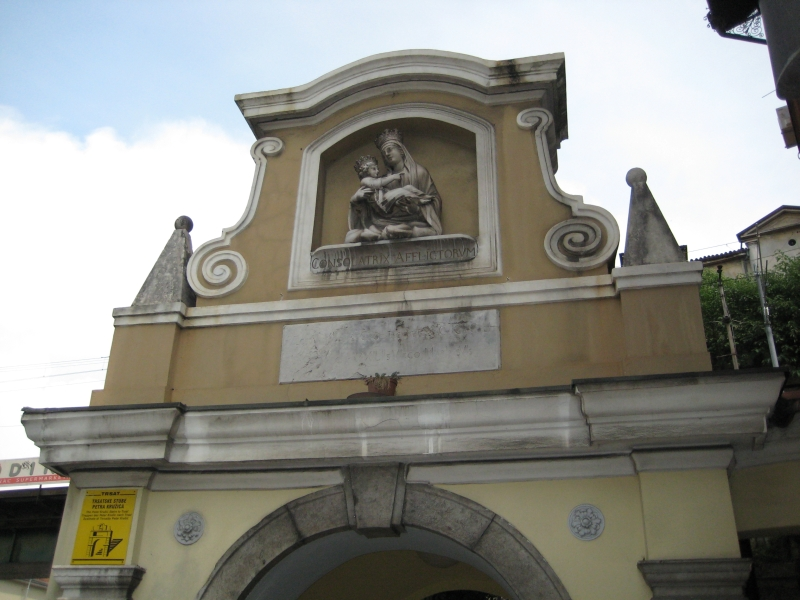
Marienstatue über dem Säulengang zu Beginn der Treppe

Die so genannten „Stufen von Trsat“, welche vom Delta des Rječina-Flusses zur Wallfahrtskirche führen, ließ Petar Kružić der Kapitän von Klis 1531 als Spende errichten. Die Treppe wurde jahrhundertelang erweitert. Zunächst wurden 128 Stufen errichtet. Heute hingegen besteht die Treppe aus beachtlichen 538 Stufen. Nebst diesen Stufen wurden einige Kapellen, ebenfalls als Spenden, errichtet. Die Treppe beginnt bei einem barocken Säulengang mit dem Relief der tröstenden Gottesmutter (Gottesmutter mit Kind in den Armen). Über dem Eingang steht: CONSOLATRIX AFFLICTORUM (Trösterin der Traurigen). Unzählige Wallfahrer überquerten häufig sogar auf Knien diesen Weg, um der wundersamen Gottesmutter von Trsat zu huldigen. Durch Säulengänge und Kapellen, über viele Steinstufen hinweg stiegen die Wallfahrer hoch über dem Canyon der Rječina empor.

## Kroatische Bibliothek von Trsat

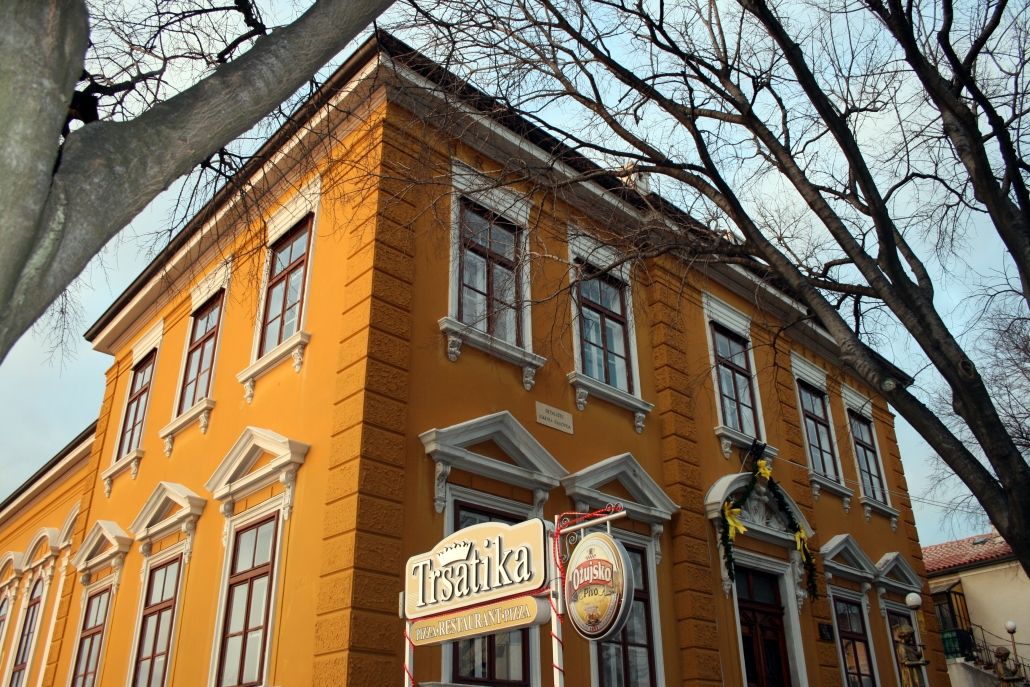
Kroatische Bibliothek von Trsat

Die Bibliothek wurde 1897 erbaut. In der Vergangenheit fanden im Lesesaal zahlreiche humanitäre Veranstaltungen statt. Die Kroatische Bibliothek ist auch heute noch ein beliebter Versammlungsort und stellt einen Mittelpunkt kultureller Veranstaltungen auf Trsat dar.

## Marien-Wallfahrtsort
Die Kirche der seligen Jungfrau Maria auf Trsat, der Muttergottes von Trsat, gilt als ältestes Marienheiligtum Kroatiens und Wallfahrtsstätte vieler Wallfahrer aus Kroatien und dem Ausland. In der Kirche befindet sich das wundersame Mariengemälde. Im Franziskanerkloster befindet sich ebenfalls eine Votivkirche. Über der Altarmensa in der Votivkirche steht das gotische Standbild der lächelnden „Muttergottes von Slunj“ (Majka Božja Slunjska), welche 1583 vor den einfallenden Türken gerettet und nach Trsat gebracht wurde. Das Kloster beherbergt zudem eine Schatzkammer und die Kunstgalerie der Wallfahrtskirche der Madonna von Trsat mit herausragenden Werken: dem Reliquiar von Barbara Frankopan (15. Jh.), eine Skulptur der Muttergottes (Silber, 16. Jh.), welche von Tomo Bakač-Erdődy gestiftet wurde, eine Krone für die Votivstatue (Silber, 1615), zahlreiche Weihgeschenke u. a.

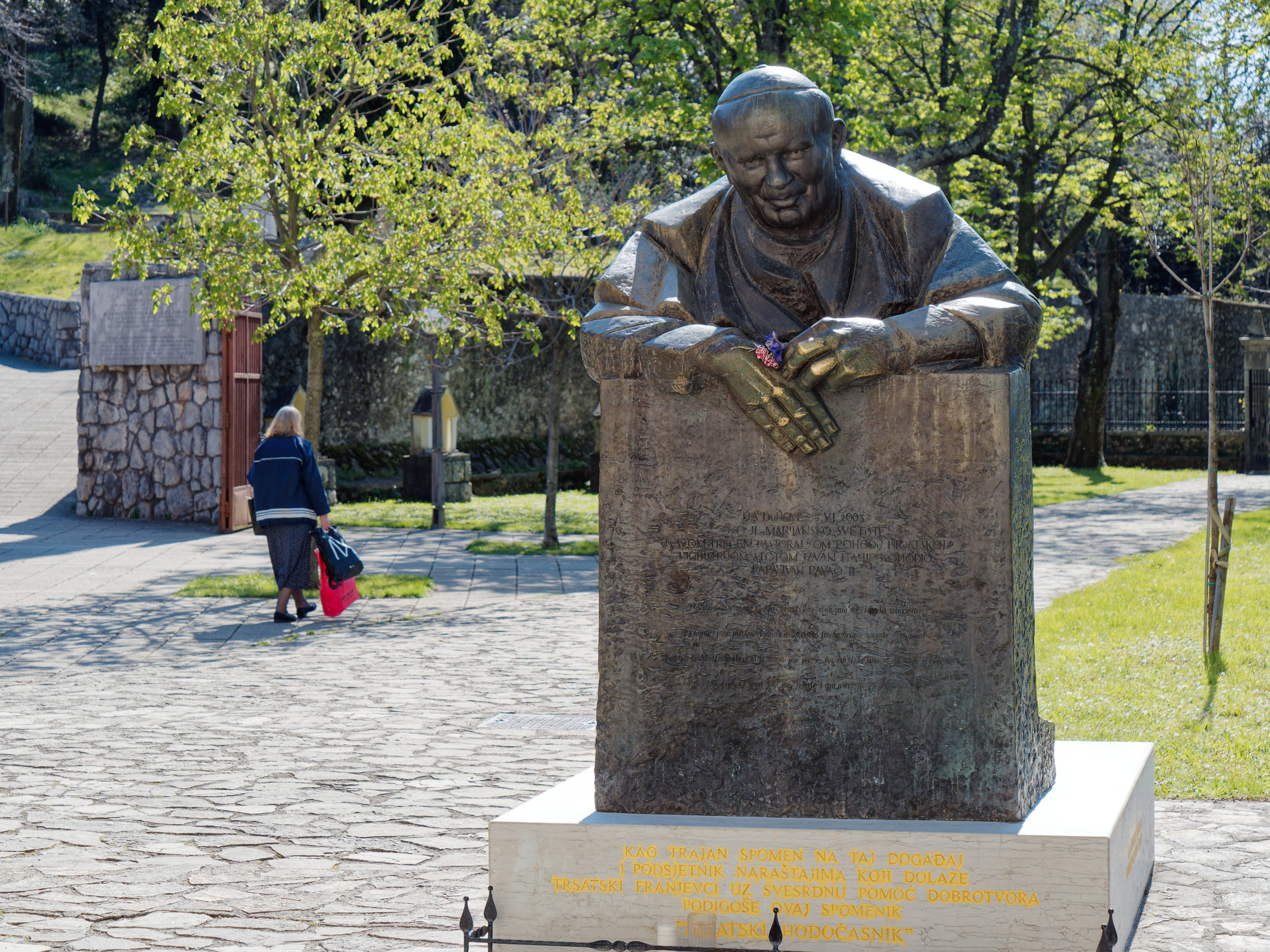
Statue von Papst Johannes Paul II. vor der Marien-Wallfahrtskirche von Trsat, Kroatien, aufgenommen im April 2023

Vor der Wallfahrtskirche befindet sich eine Statue von Papst Johannes Paul II. mit dem Titel „Der Pilger von Trsat“. Diese zeigt den Papst kniend und betend vor der Muttergottes von Trsat. Ein Ausspruch von seinem Besuch („Betet für mich, solange ich am Leben bin, aber auch nach meinem Tode.“) bildet auf Kroatisch, Englisch, Italienisch und Deutsch die Inschrift. Sie wurde als Erinnerung an seine 100. Auslandsreise errichtet, welche den Papst am 8. Juni 2003 nach Rijeka und Trsat führte.

## Kastell von Trsat

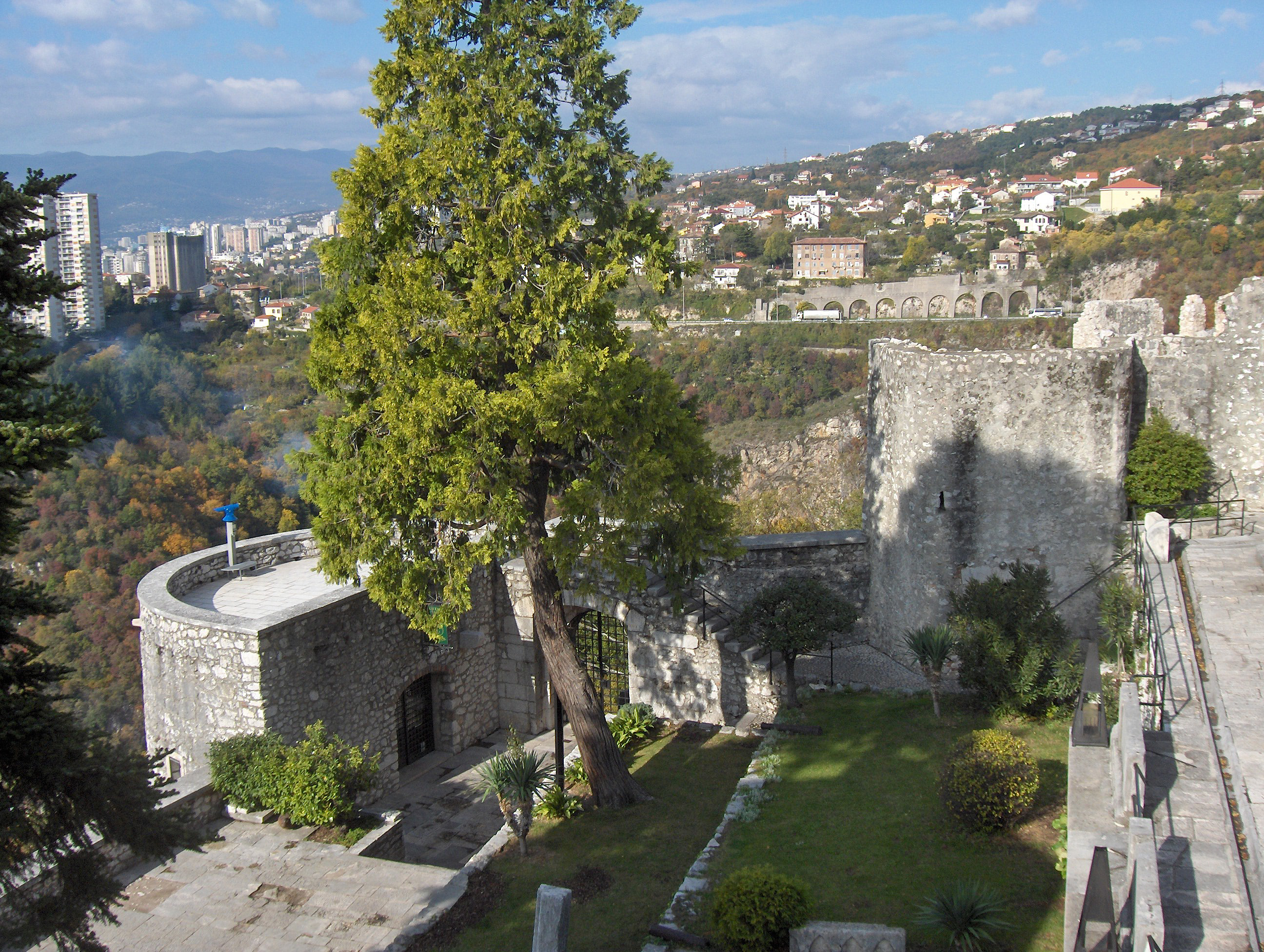
Blick vom Kastell von Trsat

Es wird angenommen, dass an der Stelle des heutigen Kastells zu Römerzeiten eine römische Festung gestanden haben soll. Der Aussichtsturm des Kastells wurde in der Renaissance als Römischer Turm bezeichnet. Möglicherweise wurde dieses Objekt von den pedantischen Liburnern errichtet.
Als sich die Kroaten im Kvarner niederließen, wurde die Festung von Trsat von diesen übernommen. Der fränkische König Karl der Große entsandte den friulianischen Heerführer Erich zu den Kroaten im Kvarner, um diese zu erobern. Diese jedoch erwarteten ihn auf der Trsat-Anhöhe, wo dessen Heer 799 vernichtend geschlagen und derselbe umgebracht wurde. Es gibt keinerlei Aufzeichnungen über die Zeit nach diesem Ereignis bis zum 13. Jahrhundert.
1223 erlangen die Fürsten von Krk (die späteren Frankopan) durch eine Schenkung des kroatisch-ungarischen Königs Andreas II. in den Besitz der Gemeinde Vinodol, zu der damals auch Trsat gehörte.
Als die Frankopan 1449 in Modruš deren Besitztümer aufteilten, fielen Trsat und Bakar an den Fürsten Martin. 1527, als die Türken Richtung Westen vorstießen, preschte eine Reiterabordnung der Türken auf das Feld von Grobnik (Grobničko polje) vor. Dabei wurde Trsat eingenommen. Die Türken hielten in der Festung von Trsat eine größere Gruppe von kroatischen Gefangenen fest. Als diese zur Aufgabe von Trsat gezwungen wurden, konnten die Gefangenen von der Armee der Militärgrenze befreit werden.
Mit der Heirat von Katharina Frankopan mit Nikola Šubić Zrinski ging Trsat in den Besitz der Fürsten von Zrin über. Als es im Gebiet von Vinodol zur Schaffung der kroatischen Militärgrenze kam, fiel Trsat unter die Herrschaft des Wiener Kaiserhofes.
1582 verpfändete Erzherzog Karl von Österreich-Burgau Trsat an Kapitän Raab von Senj. Dieser ließ als Besitzer des Kastells von Trsat den Römischen Turm zur Hälfte verkleinern. Da dieser dem Erzherzog das Pfand nicht zurückleistete, wurde Trsat seinem Schwiegersohn Gašpar Knežić verpachtet. Später wurde Trsat an die Frankopan zurückgegeben, aber nicht für lange Zeit, da die Ortschaft in die Militärgrenze einverleibt wurde.
Als auf dem Kvarner die türkische Gefahr spürbar wurde, wurde Trsat den Titularkapitänen der Stadt Rijeka zugeteilt, welche die Festung gänzlich aufgaben, woraufhin sich diese bis zu Beginn des 19. Jahrhunderts in eine Ruine verwandelte. In diesem Zustand wurde das Kastell von Trsat 1826 von der Gemeinde Bakar gekauft und unverzüglich an den Befehlshaber des österreichischen Küstenlandes, Graf Laval Nugent, verkauft. Dieser ließ das Kastell in eine prunkvolle Residenz umwandeln. Die renovierten Räumlichkeiten ließ er mit stilvollen Möbeln und höchstklassigen Kunstwerken ausstatten. Die Renovierungsarbeiten wurden vom venezianischen Bauherrn Paronuzzi durchgeführt. Nugent ließ in den Gemächern des neuen Hofes auch eine Gemäldegalerie altitalienischer Meister errichten, unter denen auch einige Werke von Andrija Medulić anzufinden waren. Graf Nugent starb am 22. August 1862 in Bosiljevo. Sein Leichnam wurde daraufhin in die Gruft „Heldenfrieden“ (kroat. Mir junaka) auf Trsat überstellt.

## Sehenswürdigkeiten
- Treppe des Petar Kružić
- Lesesaal von Trsat
- Kirche der Gottesmutter von Trsat
  - Wundersames Bildnis der seligen Jungfrau Maria
- Franziskanerkloster
  - Votivkapelle
- Skulptur von Papst Johannes II. „Der Wallfahrer von Trsat“
- Trsatski perivoj
- Kirche des Hl. Georg
- Kastell von Trsat (Gradina)